# Szily Imre Balázs
Szily Imre Balázs (Pécs, 1943–) építészmérnök.

## Élete
1967-ben építészmérnöki diplomát szerzett a Budapesti Műszaki Egyetemen. Diplomadíjat nyert és így felvették a Magyar Építőművészek Szövetségébe. 1971-ben elvégezte az Iparművészeti Főiskola belsőépítész szakát és tagja lett a Művészeti Alapnak. 1981-től tagja a Képző- és Iparművészek Szövetségének is. 1984-ben építészettörténetből és műemlékvédelemből egyetemi doktori címet szerzett. 1971 óta az Ybl Miklós Műszaki Főiskolán oktat. Grafikai munkáiból több kiállítást rendezett Magyarországon és Angliában. Híres alkotásai: elektromodul számítógépközpont 1974. Bartók Béla Emlékház, kerti lámpák, 1980.